# Yves Pambou
Yves Simon Pambou Loembet (ur. 27 listopada 1995 w Paryżu) – kongijski piłkarz występujący na pozycji środkowego pomocnika w rumuńskim klubie Gaz Metan Mediaș oraz reprezentacji Konga. Posiada również obywatelstwo francuskie.